# Fegor Ogude
Fegor Ogude (sinh ngày 29 tháng 7 năm 1987) là một cầu thủ bóng đá người Nigeria hiện tại thi đấu ở vị trí tiền vệ trung tâm hay trung vệ cho Amkar Perm tại Giải bóng đá ngoại hạng Nga.

## Sự nghiệp

### Câu lạc bộ
Anh bắt đầu sự nghiệp ở đội bóng Nigeria Warri Wolves, và làm đội trưởng.
Vào ngày 31 tháng 8 năm 2010, anh ký hợp đồng với đội bóng Na Uy Vålerenga Oslo. Anh đã được theo dõi sát sau khi thử việc ở câu lạc bộ vào mùa hè 2009. Anh nhận được lời mời từ hai câu lạc bộ Na Uy khác, nhưng anh chọn Vålerenga Oslo.
Vào ngày 14 tháng 1 năm 2014, anh ký hợp đồng có thời hạn đến tháng 6 năm 2016 cho đội bóng Nga Amkar Perm. Vào tháng 6 năm 2016, Ogude signed a new two-year contract cùng với Amkar Perm.

### Quốc tế
Ogude được chọn vào đội tuyển quốc gia Nigeria tham gia vòng loại Cúp bóng đá châu Phi với Madagascar.
Anh được triệu tập vào đội hình 23 người của Nigeria tham dự Cúp bóng đá châu Phi 2013. Ogude giành chức vô địch Cúp bóng đá châu Phi cùng với Nigeria năm 2013.
Anh nằm trong đội hình Nigeria thi đấu ở Cúp Liên đoàn các châu lục 2013.

## Thống kê sự nghiệp

### Câu lạc bộ
Tính đến trận đấu diễn ra ngày 20 tháng 5 năm 2018
| Câu lạc bộ          | Mùa giải            | Giải vô địch                | Giải vô địch | Giải vô địch | Cúp Quốc gia | Cúp Quốc gia | Châu lục | Châu lục  | Khác    | Khác      | Tổng cộng | Tổng cộng |
| Câu lạc bộ          | Mùa giải            | Hạng đấu                    | Số trận      | Bàn thắng    | Số trận      | Bàn thắng    | Số trận  | Bàn thắng | Số trận | Bàn thắng | Số trận   | Bàn thắng |
| ------------------- | ------------------- | --------------------------- | ------------ | ------------ | ------------ | ------------ | -------- | --------- | ------- | --------- | --------- | --------- |
| Vålerenga           | 2010                | Tippeligaen                 | 6            | 0            | 0            | 0            | –        | –         | –       | –         | 6         | 0         |
| Vålerenga           | 2011                | Tippeligaen                 | 25           | 6            | 1            | 3            | 4        | 0         | –       | –         | 30        | 9         |
| Vålerenga           | 2012                | Tippeligaen                 | 8            | 0            | 0            | 0            | –        | –         | –       | –         | 8         | 0         |
| Vålerenga           | 2013                | Tippeligaen                 | 12           | 0            | 0            | 0            | –        | –         | –       | –         | 12        | 0         |
| Vålerenga           | Tổng cộng           | Tổng cộng                   | 51           | 6            | 1            | 3            | 4        | 0         | –       | –         | 56        | 9         |
| Amkar Perm          | 2013–14             | Giải bóng đá ngoại hạng Nga | 9            | 3            | 0            | 0            | –        | –         | –       | –         | 9         | 3         |
| Amkar Perm          | 2014–15             | Giải bóng đá ngoại hạng Nga | 24           | 1            | 1            | 0            | –        | –         | –       | –         | 25        | 1         |
| Amkar Perm          | 2015–16             | Giải bóng đá ngoại hạng Nga | 22           | 0            | 4            | 0            | –        | –         | –       | –         | 26        | 0         |
| Amkar Perm          | 2016–17             | Giải bóng đá ngoại hạng Nga | 18           | 0            | 0            | 0            | –        | –         | –       | –         | 18        | 0         |
| Amkar Perm          | 2017–18             | Giải bóng đá ngoại hạng Nga | 15           | 0            | 2            | 0            | –        | –         | 2       | 0         | 19        | 0         |
| Amkar Perm          | Tổng cộng           | Tổng cộng                   | 88           | 4            | 7            | 0            | –        | –         | 2       | 0         | 97        | 4         |
| Tổng cộng sự nghiệp | Tổng cộng sự nghiệp | Tổng cộng sự nghiệp         | 139          | 10           | 8            | 3            | 4        | 0         | 2       | 0         | 153       | 13        |

### Quốc tế
| Nigeria   | Nigeria | Nigeria   |
| Năm       | Số trận | Bàn thắng |
| --------- | ------- | --------- |
| 2011      | 8       | 0         |
| 2012      | 0       | 0         |
| 2013      | 8       | 0         |
| Tổng cộng | 16      | 0         |

Thống kê chính xác tính đến trận đấu diễn ra ngày 23 tháng 6 năm 2013

## Danh hiệu
Nigeria
- Cúp bóng đá châu Phi (1): 2013[7]